# 雪橇運動

雪橇奥运标志

雪橇又稱之為「無舵雪橇」、「平底雪橇」、「仰式雪橇」、「運動雪橇」以及「短雪橇」，它是一種單人或雙人的冬季運動，其雪橇是由木制成。現時，冬季奧運中設有男子單人、男子雙人與女子單人三個小項，參賽的運動員必须年滿15歲。

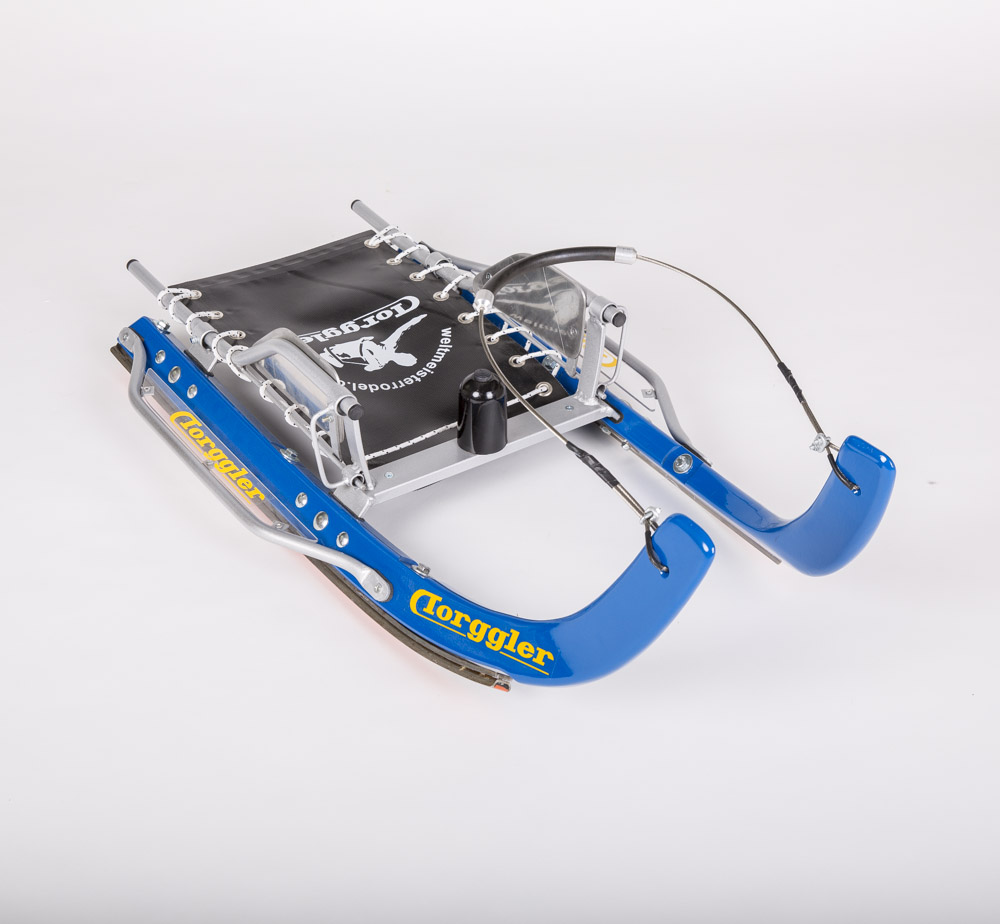
Luge « natural track racing sled » with stearing rope and runners

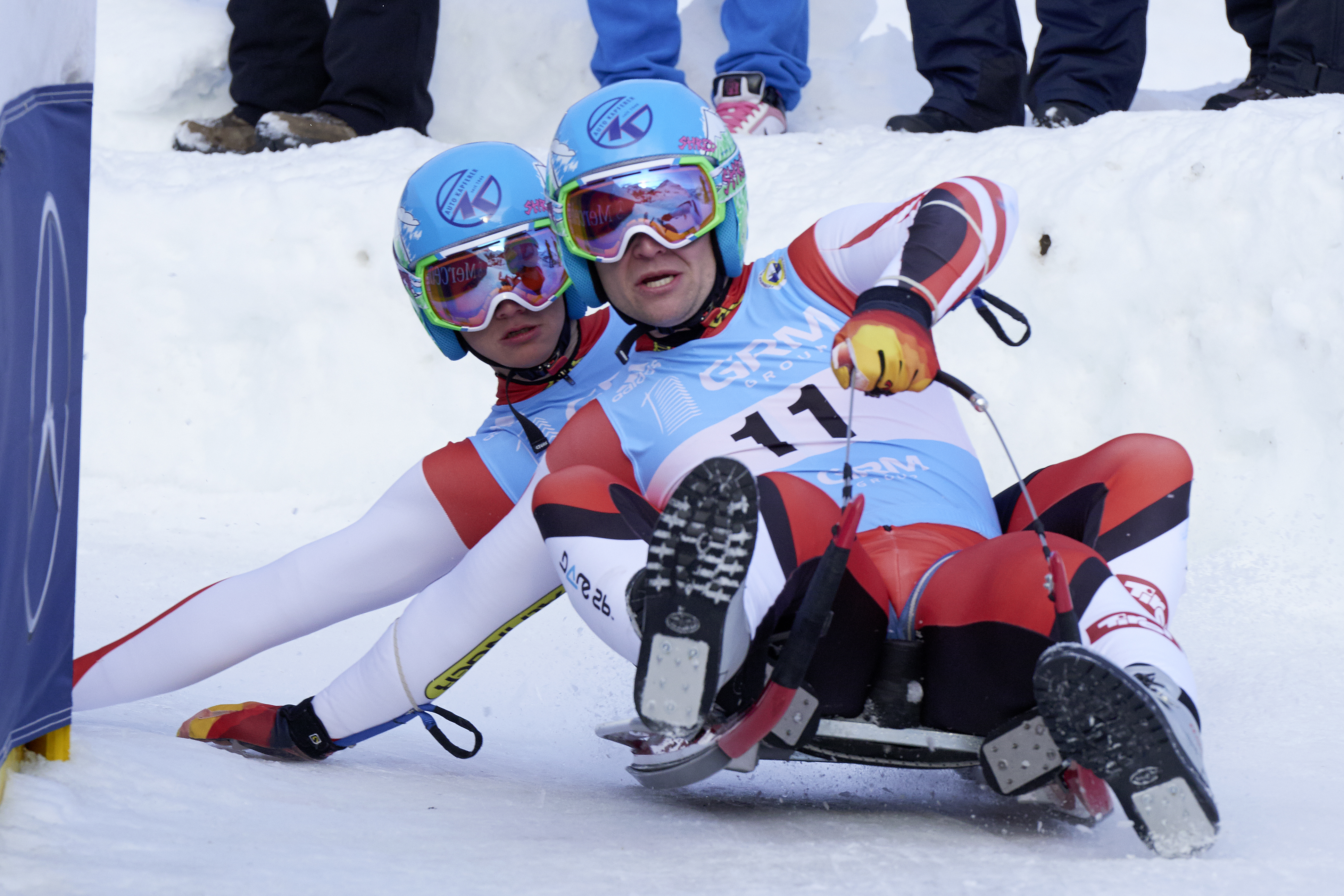
natural lugers on double sled

## 歷史
雪橇的存在歷史比雪車早得多，它於8世紀初的奧斯陸就有類似雪橇的運輸工具存在。而歷史上首次正式的國際雪橇比賽是在1883年的瑞士，當時來自歐洲與澳洲的運動員要利用雪橇滑行4公里，最終的勝利者是一隊澳洲組合贏得。後來於1913年，國際雪橇聯合會成立。
而雪橇在奧地利冬季奧運中成為了正式的比賽項目，包括男子單人、雙人與女子單人小項，雙人小項最近無分性別，但由於一直以來只有男性參加，因此久而久之成為了男子雙人小項。在整個冬季奧運的雪橇項目中，德國、意大利和蘇聯是該項目的大贏家，它們在一定的時期內都奪得過半的雪橇中的獎牌。

## 冬季奧運上的雪橇
雪橇在奧地利冬季奧運中成為了正式的比賽項目，至今已設有男子單人、男子雙人與女子單人三個小項。比賽用的雪橇以木製，它的前部沒有舵板，在後部也沒有制動閘，只於底部有一對用以滑行的金屬滑板，寬34至38、高8至20、長70至140厘米。而由於雪橇沒有方向盤，因此雪橇比雪車更難操控。
在比賽展開時，運動員坐在雪橇上要借雙手的力把雪橇於起點推動，到達終點後，運動員仍要在雪橇之上，否則成績不會計算在內。

### 男子、女子單人賽
單人賽的賽事中，所用的雪橇質量不可大於20千克。當中，單人賽會進行兩日的賽事，每日進行兩次的滑行，首次的出發名次以抽籤決定，及後的出場次序以成績定斷，在四次的滑行中所得時間會合計起來，所有時間最短的一隊為優勝，如若成績相同，則會以會以任何一次最快時間完成的一隊爲優勝。

### 雙人賽
雙人賽方面，雪橇重量的最高上限為22公斤，賽事為期一天，進行兩次的滑行，賽事第一次的出發名次以抽籤決定，之後的出場次序會以成績決定，在兩次的滑行中所得時間會合計起來，所有時間最短的一隊為優勝，如若成績相同，則會以會以任何一次最快時間完成的一隊爲優勝。

### 比賽場地
雪橇的滑道以混凝土或木所建成，滑道寬1.3至1.5米，兩側的護牆要澆冰，男子比賽線路長度為1000至1400米，女子比賽線路長度為800至1200米，滑道內有11至18個彎道，彎道的半徑 8米，平均坡度為4至10度，男女沒有分別，在滑道內，起點與終點的高度差異爲70至130米。

### 意外事故
2010年2月12日，温哥华冬奥会开幕式开始前，格鲁吉亚雪橇运动员諾達爾·庫馬里塔什維利遭遇意外身亡，年仅21岁。在开幕式上，全场观众默哀一分钟，加拿大国旗和奥运五环旗降半旗致哀。

## 外部連結
- 國際雪橇聯會網頁 （页面存档备份，存于）